# Festival international des littératures policières
Le Festival international des littératures policières a lieu chaque année depuis 2009 à Toulouse dans la Haute-Garonne.

## Concept
Le Festival international des littératures policières est organisé par l’association Toulouse Polars du Sud présidée par Claude Mesplède jusqu'en 2013, puis par Jean-Paul Vormus. Le festival se veut un lieu d’échanges et de croisements des cultures en particulier des cultures du Sud. Il se tient dans le quartier populaire du Mirail.
Le festival réunit des auteurs français mais aussi des écrivains du sud de l’Europe, espagnols, italiens, portugais, grecs, turcs, ou toute autre pays du Sud.
Depuis sa première édition, il a reçu de nombreux auteurs dont Francisco González Ledesma, Didier Daeninckx, François Guérif, Jean Vautrin, Jacques Tardi, Loriano Macchiavelli, Brigitte Aubert, Paco Ignacio Taibo II comme invités d’honneur. Celui de l’édition 2012 est R. J. Ellory et Luis Sepúlveda celui de l'édition 2013. Pour l'édition 2014, l'invité d'honneur est Pierre Lemaitre, prix Goncourt 2013.
Le festival est ouvert aux genres de la littérature de jeunesse et à la bande dessinée.
Une partie du festival est intitulée « festival hors les murs » et se déroule dans des bibliothèques, médiathèques et établissements scolaires de la région Midi-Pyrénées.

## Organisateurs
- L’association Toulouse Polars du Sud
- La librairie de la Renaissance

## Prix
Trois prix sont décernés au cours du festival.

### Prix Thierry Jonquet de nouvelles noires et policières
Sur un thème déterminé, « Quand la ville rose dort » en 2011, « Carton rouge » en 2012, « Troisième degré » en 2013 « Un mois de retard » en 2014 et une photo d'une œuvre exposée dans le musée Saint-Raymond de Toulouse en 2015, ce concours est ouvert à tout candidat francophone. « La nouvelle doit appartenir au sens large au genre « noir » et aux « littératures criminelles », qu’il y ait ou non enquête résolue sur le « crime » (compris comme tout délit majeur). Le polar « historique » est admis. » (Extrait du règlement du concours). La nouvelle du vainqueur est publiée dans la revue Toulouse Mag.

### Prix Violeta Negra
L’objectif de ce prix est de mettre en évidence un roman noir ou policier écrit dans une langue du Sud (espagnol, italien, portugais, grec, turc, ou toute autre langue du Sud).
- 2011 : Ignacio Del Valle pour Empereurs des ténèbres
- 2012 : Silvia Avallone pour D’Acier
- 2013 : Willy Uribe pour Le Prix de mon père (Rivages/Noir)
- 2014 : Gianni Biondillo[7] pour Le Matériel du tueur (I materiali del killer) (Éditions Métailié)

### Prix de l'Embouchure
Ce prix est décerné chaque année par l’Amicale des Personnels de la Police Nationale (APPN) à l’occasion du festival. Un jury choisit l’ouvrage gagnant parmi les romans présélectionnés selon les critères suivants : l’auteur vit ou est originaire du grand Sud-Ouest, ou son roman se situe dans cette région.
- 2011 : Daniel Hernandez pour Le Bourreau de Puicerdà
- 2012 : Bernard Minier pour Glacé
- 2013 : Philippe Georget pour Les Violents de l'automne
- 2014 : Stéphane Furlan[7] pour Ville rose sang
- 2015 : Solenn Colléter pour La Semaine des Sept Douleurs[9]
- 2016 : Benoît Séverac pour Le Chien arabe
- 2018 : Céline Denjean pour Le Cheptel[10]
- 2019 : Olivier Norek pour Surface[11]
- 2020 : Patrick Nieto pour Corrompu[12]
- 2021 : Nicolas Druart pour L'enclave[13]
- 2022 : René Manzor pour A vif[14]
- 2023 : Guillaume Coquery pour Putain de Karma[15]
- 2024 : Nicolas Nutten pour Terra Mater[16]

## Éditions
- 2009 : (1re éd.) : 9 au 11 octobre 2009
- 2010 : (2e éd.) : 7au 10 octobre 2010[17],[18]
- 2011 : (3e éd.) : 6 au 9 octobre 2011[19],[20]
- 2012 : (4e éd.) : 12 au 14 octobre 2012[21]
- 2013 : (5e éd.) : 11 au 13 octobre 2013
- 2014 : (6e éd.) : 10 au 12 octobre 2014
- 2015 : (7e éd.) : 9 au 11 octobre 2015
- 2016 : (8e éd.) : 7 au 9 octobre 2016